# Мари дьо Гиз
Мари дьо Гиз (на френски: Marie de Guise) е френска аристократка и кралица на Шотландия – втора съпруга на крал Джеймс V. Майка е на шотландската кралица Мария Стюарт, от чието име управлява като регент на Шотландия между 1554 и 1560 г.

## Произход и брак с Луи Орлеански (1515 – 1537)
Родена е на 22 ноември 1515 в Бар-лю-Дюк, Франция. Тя е най-възрастната дъщеря на Клод Лотарингски – херцог Дьо Гиз, и на съпругата му Антоанета дьо Бурбон-Вандом. Бащата на Мари е глава на богатия френски аристократичен род Дьо Гиз.
На 4 август 1534 г. в Лувъра Мари дьо Гиз е омъжена за Луи Орлеански – херцог на Лонгвил и близък роднина на френския крал. Бракът се оказва доста щастлив и на 30 октомври 1535 г. Мари ражда първия си син – Франсоа. Луи обаче умира на 9 юни 1537 г., оставяйки 21-годишната си съпруга бременна с втория им син Луи, когото Мари ражда на 21 август същата година.

## Вдовица (1537 – 1538)
През същата 1537 година от туберкулоза умира и шотландската кралица Мадлен Валоа – първата съпруга на шотландския крал Джеймс V. Търсейки си нова френска съпруга, за да продължи династичните връзки и съюза между Франция и Шотландия, Джеймс V спира избора си върху овдовялата Мари, която с огромните си богатства става желана партия за финансово затруднения шотландски крал. Опитвайки се да предотврати този брак, английският крал Хенри VIII също иска ръката на Мари. По това време Хенри VIII вече е загубил и третата си съпруга Джейн Сиймур, която умира по време на раждане. Като взема предвид семейната история на Хенри VIII, който изоставя първата си съпруга и екзекутира втората, Мари отхвърля предложението на английския крал с думите: „Може да съм голяма жена, но имам прекалено малка шия“ (думи, с които Мари визира зловещата шега на Ан Болейн, която преди смъртта си заявява, че екзекуторът ще я убие лесно, тъй като тя има прекалено малка (тънка) шия).
Френският крал Франсоа I приема предложението на Джеймс V и предава желанието му на бащата на Мари. Мари обаче е шокирана от новината, че ще се омъжи за шотландския крал. Тя не приема с охота възможността да напусне семейството и родината си, особено след смъртта на втория си син Луи, който умира на четири месеца. Изправен пред възможността да предизвика дипломатически скандал, бащата на Мари се опитва да отложи решението си докато Джеймс V, който долавя отвращението на Мари, не ѝ пише лично, за да иска от нея съвет и помощ. В крайна сметка Мари дьо Гиз приема предложението на шотландеца.

## Кралица на Шотландия (1538 – 1542)
Мари дьо Гиз е венчана задочно за Джеймс V на 18 май 1538 в парижката катедрала Нотр Дам дьо Пари. От името на младоженеца пред олтара застава лорд Робърт Максуел. През юни същата година, придружена от шотландска флота, изпратена от Джеймс V, Мари отплава за Шотландия, оставяйки във Франция сина си Франсоа. На 10 юни Мари дьо Гиз стъпва на шотландска земя при Файф, където е посрещната тържествено от Джеймс V. Няколко дни по-късно двамата са венчани отново в катедралата в Сейнт Андрюс. На 22 февруари 1540 г. Мари е официално коронована за кралица на Шотландия.
Мари дьо Гиз ражда на Джеймс V двама сина: Джеймс (* 22 май 1540) и Робърт (* 24 април 1541). Двете момчета обаче умират през април 1541 г. Третото и последно дете на кралската двойка е дъщеря им Мария, родена на 8 декември 1542 г. Шест дни по-късно крал Джеймс V умира, оставяйки престола на невръстната си дъщеря.

## Борба за власт (1542 – 1554)
От името на малката Мария започва да управлява регентски съвет начело с Джеймс Хамилтън, втори граф Аран. Граф Аран преориентира външната политика на Шотландия към Англия и започва преговори за евентуален брак между малката Мария Стюарт и сина на английския крал Хенри VIII. Освен това регентът поощрява разпространението на протестантството в Шотландия. По същото време около кардинал Дейвид Бийтон се сформира профренски настроена партия от придворни, към които естествено се присъединява и кралицата майка Мари дьо Гиз.
През 1543 г., раздразнен от прекомерните претенции на Хенри VIII, граф Аран скъсва с проанглийската политика и отстранява бароните англофили от управлението. Това предизвиква поредното нахлуване на английската армия, пред което Шотландия се оказва безсилна. Това предизвиква временното отстраняване на граф Аран от властта, а мястото му заема Мари дьо Гиз, която успява да обедини около себе си различни групировки в двора – от профренски ориентираните барони на кардинал Бийтон до умерените англофили на граф Анагъс. Политиката на новото правителство е предпазлива без да се поддава на натиска на Хенри VIII, то все пак не бърза да изпълни и желанията на Франция. Политиката на компромис обаче съдейства за бързото разпространение на протестантството в Шотландия – най-вече в графствата Файф и Кайл.
На 24 май 1546 г. радикални протестанти убиват кардинал Бийтон, превземат Сейнт Андрюс, вземайки множество пленници. Цяла Шотландия е залята от бунтове на протестанти – много католически храмове са унищожени, а църковните земи са разграбвани. Начело на правителството отново застава граф Аран, който в безсилието си да въдвори ред се обръща за помощ към Франция. На 21 юли 1547 г. френски експедиционен корпус разбива протестантите в Сейнт Андрюс и арестува метежниците. В отговор на това в Шотландия нахлуват английски войски начело с херцог Съмърсет, който през септември 1547 г. разбива шотландците при Пинки. След тази победа английски гарнизони заемат важни крепости в източната част на Шотландия.
Невъзможността католическите и протестантските сили в страната да бъдат сплотени пред опасността в лицето на англичаните принуждава Мари дьо Гиз и граф Аран отново да търсят подкрепа от Франция. Условията по това време са благоприятни за общи френско-шотландски действия срещу Англия: във Франция властта е наследена от Анри II, който е зле настроен срещу англичаните, които все още държат Булон и Кале, а във френския двор семейство Дьо Гиз придобива лидерски позиции в лицето на братята на Мари дьо Гиз. На 7 юли 1548 г. между Париж и Единбург е сключен договор за брак между Мария Стюарт и най-големия син на френския крал – дофина Франсоа, след което 5-годишната Мария заминава за френския двор. В Шотландия пристигат френски войски, които успяват да прогонят английските гарнизони от повечето заети от тях шотландски крепости, а след Булонския мир от 24 март 1550 г., сложил край на поредната Англо-френска война, английските войски окончателно напускат Шотландия.
През 1550 г. Мари дьо Гиз посещава Франция, където успява да договори значителни френски субсидии и пенсии за колебаещите се шотландски барони. Завърнала се в Шотландия през 1551 г., Мари дьо Гиз се възползва от слабата популярност на граф Аран и през 1554 г. заема поста му на регент на Шотландия. Започва периодът на едноличното управление на Мари дьо Гиз.

## Регент на Шотландия (1554 – 1560)
Политиката на Мари дьо Гиз през 1554 – 1560 до голяма степен е съобразена с интересите на Франция. Кралицата регент първоначално е настроена миролюбиво към протестантите тъй като не е фанатична католичка, тя не създава препятствия пред действията на протестантските проповедници в страната. Тя дори се опитва да ги използва срещу Англия, където през 1557 г. се установява ултракатолическият режим на кралица Мери Тюдор. На страната на протестантите преминават множество едри шотландски земевладелци като граф Аргайл, граф Мортън и лорд Лорн. Мари се опитва да привлече на своя страна колкото е възможно по-широки кръгове – граждани, протестанти, англофили, като им предоставя множество привилегии и им предоставя пожизнени пенсии.
Тази политика в значителна степен е съобразена и с френската доминация в Шотландия – в различни крепости на страната са разквартирувани значителни френски военни сили, а съветници от Франция заемат важни постове в шотландката кралска администрация. Финансовата система на страната обаче не успява да удовлетвори растящите финансови нужди на държавния апарат, опитите да се въведат нови данъци срещат широка съпротива от всички слоеве на шотландското общество, а наборите на войници за война срещу Англия се провалят. Така Мари дьо Гиз става все по-зависима от френските субсидии и материални помощи, в замяна на което кралицата регент прави сериозни отстъпки на французите – в таен анекс към предбрачния договор на дъщеря си и френския дофин, кралицата се задължава в случай, че този брак не произведе наследници, да предаде цяла Шотландия на Франция, което увеличава опасенията от превръщането на Шотландия в поредната провинция на френското кралство.
Ситуацията се променя след като в Англия на престола се възкачва Елизабет I. Мари дьо Гиз и дъщеря ѝ обявяват новата английска кралица за незаконна и обявяват претенциите си за английската корона. Междувременно във Франция дошлият на власт Франсоа II е готов да подкрепи претенциите на съпругата си.
На 11 май 1559 г. в Пърт избухва въстание на протестантите, подклаждани от проповедите на видния протестантски мисионер Джон Нокс. Въстаниците, подкрепени от граф Ангъс и други аристократи, разграбват множество католически светини, унищожават манастири и абатства. Войските на протестантите се придвижват на юг и обсаждат Единбург. Мари дьо Гиз е принудена да изостави града и се укрепва в Лейт, където пристигат и френски подкрепления. На страната на протестантите преминава и граф Аран, който обявява Мари за свалена от длъжността регент. Скоро французите преминават в настъпление и прогонват протестантите от Единбург. От своя страна Аран търси подкрепата на Елизабет I и на 2 февруари 1560 г. подписва съглашение с Англия, развързвайки ръцете на последната за настъпление в Шотландия.
Английските войски навлизат на шотландска територия през март 1560 г. и за пръв път в историята са посрещнати като освободители, което показва, че религиозното единство се налага над националните различия. Англичаните обсаждат Мари дьо Гиз и французите в Лейт. Обстоятелствата не са благоприятни за Мари, която не може да разчита и на помощ от Франция, където родът Дьо Гиз временно е отстранен от власт. Освен това Франция се оказва готова за мирно регулиране на споровете и на 6 юли 1560 г. между Англия и Франция е подписан Единбургският мирен договор, с който и двете страни се задължават да изтеглят войските си от Шотландия. Малко след това, на 11 юли, Мари дьо Гиз умира, като според слуховете е отровена от агенти на Елизабет I, за което няма доказателства. След смъртта ѝ тялото ѝ е отнесено във Франция, където е погребано в църквата на манастира Сен Пиер в Реймс.
Смъртта на Мари дьо Гиз се оказва повратна точка в шотландската история: съглашението с Франция загубва значението си, след три века непрестанни англо-шотландски конфликти между двете британски страни настъпва период на мир и сближение, а в Шотландия окончателно възтържествува протестантството.